# Federico Quintana Achával
Federico Quintana Achával (* 21. Mai 1910 in Berlin; † 1. August 2000 in Buenos Aires) war ein argentinischer Botschafter.

## Leben
Federico Quintana Achával war der Sohn von Clementina Achával Rodríguez und Federico Máximo Quintana (* 30. Oktober 1875 in Buenos Aires; † 1941), der vom 29. August 1928 bis 1939 argentinischer Botschafter in Santiago de Chile war. Er erlebte seine Schulbildung im Deutschen Reich und der Schweiz und studierte an der Escuela Naval de Chile (Marineschule) und an der Katholischen Universität von Santiago de Chile. Sein Vater war während des Zweiten Weltkriegs in Madrid akkreditiert.
1931 trat er in den auswärtigen Dienst Argentiniens. 1937 wurde er zum Botschaftskonsul in Paraguay ernannt. Über seine weiteren Auslandsengagements gibt es unterschiedliche Auskünfte. Demnach soll er mindestens an den folgenden Standorten als Botschafter oder im diplomatischen Dienst tätig gewesen sein: Gesandtschaften beim Heiligen Stuhl, in Frankreich, Australien, Portugal, Ägypten, Bulgarien, Libanon (1960er Jahre), Indonesien (1960er Jahre) und Tschechoslowakei (ab 1965), Moskau, Elfenbeinküste, Schweiz. 
Quintana war verheiratet mit Angélica Becú de Quintana Achával.